# Aptera (Grčka)
Aptera (Apteria, Apterea, Aptaria) nekada drevni i slavni utvrđeni antički grad - država, danas značajno arheološko nalazište na ostrvu Krit u Grčkoj. Bila je važan komercijalni centar u rimsko doba. Na njegovoj teritoriji su pronađeni ostaci naselja iz geometrijskog i rimskog perioda, a u 12. veku je tu izgrađen manastir Svetog Jovana Krstitelja. Nalazi arheoloških iskopavanja koji se i danas javljaju iz zemlje daju odgovor o istoriji ovog drevnog grada (sastavu naselja, gradskoj arhitekturi, religiji i navikama stanovnika Aptere koji su bili izvrsni strelci). 

## Naziv grada
Naziv „Aptera” mogao bi se povezati s kultom Artemide, jer nije neuobičajeno u Grčkoj sresti se sa imenom grada koje potiče od imena boga ili boginje. U slučaju Aptera međutim, grad je odabrao epiklezu, a ne samo ime boginje, što je ređe. To bi moglo da znači da je terminu Aptera možda prethodilo ime Artemide (grč. Άρτεμις) koja je bila grčka boginja lova, divljine, kao i gospodarica i zaštitnica divljači.
Joseph Pitton de Tournefort navodi, prema Jevseviju Kesarijskom, da se ime Aptera, prema tradiciji, vezuje za Apterona kralj Krita, sina Kidona i oca Lapiosa, koji je živeo u vreme Mojsija 1800. godine p. n. e.
Prema Pausaniju, Pteras, osnivač drugog hrama Apolona u Delfiju, dao je svoje ime gradu. Dok je za Richarda Pococke', verovatnije da je drevni kralj Krita Aptéras dao svoje ime gradu. 
Na kraju, još jedna legenda, prenosi Stefan Vizantinac grad je nazvan po Sirenama koje su u muzičkom takmičenju pobeđene od strane Muza. Sirene su zbog toga isekle sebi krila (apteros - je prema antičkom grčkom neko ko nema krila), obojile se u belo i uronile u more formirajući ostrvo, nazvano Lefkes (belo), nastalo nedaleko od obale Sude.
Najraniji pojava naziva „Aptera”  kao „A-pa-ta-wa”, pronađena je u Knososu, na polici „Linear B” u 13. veku pre nove ere, i da je termin Aptara, dorianskog porekla i pojavio se tek kasnije, kada su Dorianci sami gospodari Kritom. Kako je Dorski oblik naziva dominirao na Kritu, na šta ukazuju natpisi na pronađenim kovanicama, najverovatnije da je naziv Aptera bio dominirao u ostatku grčkog sveta.

## Položaj
Arheološko nalazište Aptera, koji je u minojsko vreme bio najmoćniji grad zapadnog Krita, ili kako je grad okarakterisao grčki arheolog Ioannis Svoronos (1863–1922)
| „ | ...bio je to najvažniji komercijalni grad na Kritu i jedan od najmoćnijih tokom njegovog najdužeg perioda. | ” |

Aptera se nalazi se na 15 km od grada Hanja, na Kritu, južno od zaliva Souda, na jednom zaravnjenom delu brda (danas poznatom pod nazivom Paleocastro), u blizini sela Megala Chorafia, na nadmorskoj visini od nešto više od 200 metara, iznad državnog puta koji povezuje Hanju sa gradom Retimno sedištem istoimenog okruga Retimno, i jednom od najvećih perifernih gradova ostrva Krita.
Drevna Aptera osnovana je na mestu od velikog strateškog značaja. Njegova privilegovana lokacija pogodovala je njegovom razvoju, posebno u četvrtom veku pre nove ere, a dve luke osigurale su mu kontrolu trgovine u regionu.  
- Pogled na zapadni (unutrašnji) deo zaliva Suda i poluostrvo Akrotiri iz Aptera. Hanja se nalazi iza brda sa leve strane.
- Pogled na  zaravnjeni deo brda iz zaliva Suda sa arheološkim nalazištem Apter

Kao država grad, Aptera je kontrolisala čitav region i brojna sela. Prema istorijskim izvorima, granice njene teritorije mogle su biti teritorija Sidonije, na zapadu, Lapa (današnji Argiropolis), na jugu, a na istoku granica se širila do rta Drapano. Reka Pictos (danas Koiliaris), koja nakon što je nastala u planinama teče krozi ravnicu južno i istočno od brda na kome je grad, i uliva se u Kalivesi navodnjava plodna polja Stilosa i Armenija. I u ovim poljima kao i na višim mestima otkriveni su tragovi izolovanih poljoprivrednih imanja i dela putne mreže koja je spajala Apter sa susednim gradovima. Na osi koja vodi prema Lapi otkrivena je raskrsnica koja pokazuje udaljenost između Aptera i Cissamosa; pominje cara Trajana (r. 98 / 99–117) i verovatno datira iz 99. ili 100. godine p. n. e.
Gradske zidine, koje se dugaške oko 3.480 metara, okružuju ravan deo brda, a a unutar njih površina nikada nije bila urbanizovana u potpunosti.

## Istorija

### Helenistički period
U 9. veku p. n. e. Krit je imao povoljne uslove za razvoj novih gradova, kao što su Elefterna, Agilopori, Litos, Kidonia i Aptera (koja je osnovan tokom takozvanog geometrijskog perioda, u 8. veku pre nove ere. 
Prema dosadašnjim iskopavanjima u gradskoj nekropoli, Aptera je najverovatnije bio za ono razdoblje jak „industrijski“ grad, na šta upućuju podaci da je su u regionu postojali rudnici još od minojskog perioda. U Meskiju (grčki Κεραια) koji se nalazio tri ili četiri sata hoda od Aptere, vađena je ruda gvožđa i bakra, dok je područje Aptera uglavnom poznato od Daktila sa planine Ida, po kojima se prema legendi otkriće vatre, bakra i gvožđe, kao i umetnost obrade ovih metala vezuje za region Apterans. Daktili su živeli u blizini planine Psiloritis, u opštini Malaka, na oko 10 km  zapadno od Aptera, u oblasti u kojoj se nalazio jedna od najstarijih rudnika u Evropi. 
Ono što se zna o gradu uglavnom su saznanja do kojih se došlo arheološkim iskopavanjem, jer ima malo pisanih tragova. Pausanias, međutim, izveštava da su 668. godine pre nove ere strelci iz Aptera učestvovali u Drugom mesenijskom ratu zajedno sa Spartom. U 5. veku pre nove ere, kao i svi kritski gradovi, i Aptera nije učestvovala u Grčko-persijskim ratovim, ali i pored toga nije prekinula svoje dobre trgovačke odnose sa Atinom, verujući u uvežanu keramiku koja je pronađena u iskopinama iz tog perioda.

### Rimski period
Za vreme osvajanja Krita od strane Metelusom (67 — 63. vek p.n.e.), Aptera se predala bez borbe baš kao i provincija Kidonija. Ovaj čin omogućio je stanovnicima grada da pridobiju naklonost  Rimljana koji koji su gradu Apteri uveli jako niske poreze.  Mada se pretpostavlja da je pad Aptera počeo još pre rimskih osvajanja, što se objašnjava time da je grad postajao sve više zavistan od susedne Kidonije, na šta ukazuje upotreba kovanica Kidonie, koja je praktično Apter stavila pod neku vrstu administrativne vlasti. 
Prema obavljenim iskopavanjima, grad je dožive razvoj tokom 1. i 2. veka, na šta ukazuje infrastrukture tada izgrađene: pre svega jako funkcionalan rezervoara za vodu, koji je po svojoj konstrukciji ukazivao da je bio namenjen gradu sa velikim brojem stanovnika.
Iskopavanja takođe pokazuju da je tokom rimskog razdoblja Aptera nastavila da neguje kult mnogih božanstava, pa čak usvajala i neke nove kultove. Tako je npr. tokom iskopavanja 1958. godine otkrivne mali hram iz 1. veka nove ere posvećen Demetri i Persefoni, dok je kult Dioniza uvek prisutan u statuama iz rimskog perioda iskopanim na ovom lokalitetu.
U vili na Peristilu  otkrivene su statue Afrodite i Hermesa, a u nekropoli su otkriveni i dokazi o postojanju kulta posvećenog Izidi egipatskoj boginja. Iako je oovaj kult možda nastao tokom helenističkog razdoblja, pouzdano se zna da se razvio u rimsko doba.

### Pad i uništenje grada
Tokom 3. veka Aptera je počela postepeno da propada, dok su drugi gradovima poput Kasta i Kidonija  sve više napredovali. Pad Aptera ubrzalo je nekoliko zemljotres od 364. do 365  godine koji su u tom razdoblju uništili i nekoliko gradova na Kritu.  Međutim grad je i dalje bio naseljen, o čemu svedoči vizantijski geograf Hierocle, koji tvrdi da je grad imao i biskupe tokom vizantijskog perioda. Na to ukazuju i otkriča arheologa koji su pronašli temelje hrišćanske crkve iz 7. veka i grobnicu ispod poda crkve.
Drugi zemljotres u 7. veku i pljačka grada od strane gusara Saracena uticalo je na to da grad napste i poslednji stanovnici .
Na ovom prostoru, u centru starog grada, osnovan je manastir,  oko 1182. godine posvećen Svetom Ivanu Teologu. 
Lokalitet drevnog grada Mlečani su kasnije koristili za postavljanje tvrđave koja se zvala Paleokastro (ili Paliokastro), ali selo su gusari 1583. godine napali i potpuno uništili.  Severoistočno od prostora opasanog zidovima, postoje ostaci tvrđava izgrađeni u vreme Mlečana u 16. veku, koju su uništili pirata 1583. godine. i ruševine, koje su još uvek bile vidljive 1850-ih, iz vremena postojanja antičke tvrđave, iz rimskog ili srednjovekovnog vremena.
Sredinom 19. veka  ruševine Aptera služile su kao kamenolom za izgradnju tvrđave Itzedin, Kalami, koju su sagradili Turci u čast sina sultana 1872. godine.

## Ponovno otkriće grada
Nakon uništenja grad je pao u zaborav i trebalo je nekoliko vekova da se otkrije njegovo postojanje. Pretpostavlja se  da je 1415. godine , geograf Kristofer Bundelmonti (1386 — oko1430)  navodno otkrio Minou (jedan od nekoliko gradova iz bronzanog doba na obalama Egejskih ostrva i Krfa u Grčko i Sicilije) na mestu gde se nalazila Aptera, i povazao je mitskim kraljem Krita, Minosom, iz perioda minojske civilizacije. 
Domenico Negri napravio je istu grešku 1557. godine. Dok je Cornaro, koji je smatrao da je Minoa između Kidonije i Aptera, Apteru je  smestio istočnije nego što je to ona bila u stvarnosti. 
Tokom 1630. godine,  Basilicato je na prostoru Aptere opisao okruglo pozorište i mozaika, ali nije pokuša da identifikuje ime grada.
Joseph Pitton de Tournefort koji je boravio na Kritu 1700. godine  u julu mesecu  posjtio je ruševine Paleokastra, i izneo pretpostavku da je  zapravo Paleokastro mesto drevne Aptere i izrazio žaljenje što je lokalno stanovništvo zaboravilo ovaj drevni grad  . 
Robert Pashley je prvi koji je, 1834. godine, precizno locirao Apteru. Svoj stav je dokumenatovao nalazom zidnog natpisa sa oznakom APTE, u  blizini manastira svetog Jovana Teologa, na oko metar dubine, na zidu koji je nosio ime drevnog grada. 
U 1862 i 1864 , francuz Carle Wescher otkopao je natpis na zidu , koji je zapravo bio dekret, koji je izdao senat kako bi  odao počast Ataleu, kralju Pergama, i time mu se zahvalio na njegovom dobročinstvu preme Kritskoj konfederaciji i uopšte i prema Apteri. U tekstu se spominje da će grad podići bronzani kip koji predstavlja Atalea, bilo na nogama ili na konju po njegovoj volji i da će kralju garantovati njegovu ličnu bezbednost, kako u mirnom tako i u ratnom vremenu, kako u gradu Apteri, tako i u njenim lukama . Otkriće Weschera pomoglo je preispitivanje Pashleyevih hipoteza da se Paleokastro nalazio na ruševinama Aptere . 
Haussoullier je u septembru 1878. godine takođe otišao u Aptera, proučavao, kopirao i objavljivao natpise koje je pronašao Wescher. Prema njegovim riječima "zidni natpis" je bio u blizini dvostranog hrama koji je verovatno bio posvećen Artemidi . 
U 1899 , kada su dva italijanska putopisca, Savignoni Luigi i Gaetano de Sanctis, izašla na lice mesta, zidni natpisi je nestao. Međutim, tokom istraživanja  sprovedenog 1928. godine , otkrivena su tri nova natpisa.
Nakon bitke za Krit u Drugom svetskom ratu,  to mesto je zaposela nemačka vojska, zbog strateške pozicije brda na kome se nalazila Aptera. Danas se još uvek mogu videti  ostaci mitraljeskih gnezda izgrađenih od kamenja pronađenog na mestu drevne Aptere, jer je tokom ove okupacije, lokalitet je ponovo iskopvan.
Dvopartijski hram pronađen je jugozapadno od manastira, datovanog u 5. vek pre nove ere, ili 4. vek prie nove ere, koji je kasnije korišten kao grobnica pre nego što su je pokrile druge zgrade iz srednjovjekovnih vremena  .
U 1958 , arheolog Stylianos Alexiou koji je detaljno pretražio lokalitete i otkrio je i hram u čast Demetre . Otkrio je i nekoliko artefakata iz helenističkog razdoblja. Alexiou je također otkrio grupu grobnica iz 4. veka pre nove ere, i u njima figure od srebra, posuđe, i deo ugovora između Aptera i Kidonije .

## Najnovija arheološka istraživanja
Ostrvo Krit od davnina je bilo najveće i najpopularnije grčko ostrvo na kome su nastale vrlo cenjenih civilizacija od kojih su najistaknutija minojska i apterijska civilizacija koje su procvetale pre invazije na Rim i vizantijsko carstvo. Tragovi ovih carstava i danas se mogu videti u ostacima niza zgrada, ali i kulturnih tragova i raznih spomenika na celom ostrvu.
U Apteri su arheolozi otkrili dva velika pogrebna spomenika, jedan sa podzemnom sahranom, u tvrđavi drevnog grada Aptera. Smatra se da spomenici potiču iz 1. ili 2. veka nove ere, iako je podzemna kripta verovatno izgrađena u helenističkom razdoblju.
Iskopavanja su otkrila tvrđavu sa bedemom dugim 3.480 metara, koja se datuje u sredinu 4. veka p. n. e, od koje počinje zapadno gradsko groblje.
Iskopavanja, koja je vodila arheologikinja Vanna Niniou-Kindeli, prvo su naišla na jednu gradsku kapiju i pravogaoni toranj. Pronađeni su tragovi bitaka tokom helenističkog razdoblja, zajedno sa tragovima grobova novorođenčadi u drugoj polovici 4. veka u blizini kule.
Pored spomenika herojima, pronađena su dva velika grobna spomenika u dobrom stanju, koja potiču iz 1. i 2. veka nove ere, iako je podzemni spomenik mogao biti izgrađen tokom helenističkog razdoblja. Upečatljiviji od ova dva spomenika, prema proceni stručnjaka, ima dobro izgrađen podzemni mauzolej kojem  se pristupastepenicama i kroz predvorje. Izgrađen je od velikih kamenih blokova, sa držašima učvršćenim u zidovima za viseće svetiljke. U glavnoj odaji su četiri kamena groba koja su delomično opljačkana u 6. ili 7. veku nove ere, kada su na tom mestu iskopani i drugi grobovi.
Ostali pronađeni predmeti uključuju ploče, lonce, lampe, pelete za katapultate i kovanice.

## Spomeničko nasleđe Aptera

### Tvrđava
Tvrđava  oko Aptere, opasana je zidom dužine 3.480 metara, koki okružuje čitavu zaravan ne brdu na kome je grad izgrađen. Tvrđava je podignut u drugoj polovin 4. veka , mada postoji mogućnost da je naknadno dograđivana  u raznim delovima  odbrambenog zida. 
Tokom gradnje više pažnje  posvećeno je zapadnim i jugozapadnim delovima, koji su građeni po  sistemu pseudo-izodoma, metodom gradnje usvojena od strane grčkih arhitekata, u kojoj je svaki kamen isklesan četvrtasto u istoj visini. Takvin načinom zidanja nakon postavljanja temelja svi zidovi su bili pravilni i jednaki. Jednostavnije kamenje se povremeno koristilo u južnim i istočnim delovima, gde konstrukcija zida nije bila stroža. Istočni i severni zidu građeni su od osmerougaonog kamenja, i imaju izgled  poput kiklopskih zidina , što objašnjava zašto se dugo verovalo da su ovi zidovi, visine skoro 4 metra i debljine 2 metara iz mnogo rfanijeg perioda. 
Zaštita koju su pružale zidine, dodatno su ojačanje utvrđenim kulama, posebno na zapadnom zidu, koji je  imao najlakši pristup za naprijatelja i zato je bio najteži za odbranu. Jedna od kula na zapadnom zidu, bila je pravougaonog oblika, a posebana pažnja pri njenoj gradnji data  je veličini  kamenja i  kvalitetu njegovih zglobnih površina kako bi se osigurao najbolji mogući otpor. 
Na tvrđavi je otkriveno nekoliko kapija:
- na zapadnom zidu otkrivena su glavna gradska vrata.
- na severnom zidu  otkruvena je kapija, zvana sideroporti (gvozdena kapija), koja je vodila do luke Kisamos.
- na jugoistčnom zidu nalazila se kapija koja je  vodila  u dolinu.

### Rezervoari za vodu
Najimpozantniji sačuvani spomenik sa područja grada Aptera je rezervoar ili cisterna, za pitku vodu, sagrađen u rimskom periodu. Nije isključeno da je jedan od najstariji objekata te vrste iz helenističkog razdoblja.
Veći rezervoar
Veći rezervoar za vodu, nazvan gama (grč. „Γ”) zbog svog oblika, dužine je 55,80 m a širok 25 m i ima kapacitet od  3.050 kubnih metara vode. Današnji krov,  prvobitno je bio svod. Zidovi su iznutra ojačani opekom i gipsom, a hidroizolacija kompleksa osigurana je debelim premazom vodonepropusnim malterom. Zbog dužine objekta dodat je potporni zid sa ciljem da  pomoći nosi  krovnu konstrukciju i da izdrži pritisak vode. U rezervoar se ulazi stepenište kako bi se obezbedilo njegovo održavanje Cev za odvod vode nije postavljena u nivou tla, vež ne neznatno viša, kako nečistoće prisutne u vodi ne mogu da uđu u kanale za pitku vodu, već se talože na dnu rezervoara.
Manji rezervoar
Drugi rezervoar ima tri odjeljenja i isto toliko svodova. Deo ovog kompleksa je uklesan u stenu, a ostatak je ozidan i pokriven  čvrstim slojem koji se oslanja na mnogo zidova . Kapacitet  ovog, manjeg rezervoara procenjuje se na 2.900 kubika.
Nakon napuštanja grada, kada su tu lokaciju naseljavali samo monasi manastira, ovaj rezervoar  je imao drugu namenu kao ostava. Tokom ove transformacije uništeno je stepenište koje vodi sa krova do poda koje je omogućava održavanje rezervoaara. Umesto toga, na nivo tla iskopan je pristup cisterni.
Snabdevanje ovih rezervoara vodom bilo je kroz otvore u krovu svakog od njih. No vodu su sakupljali i brojni drugi cisterne smeštene u raznim delovima grada koje su preko glavnog akvadukta punile rezervoare. Pashley i Perrot opisali su cevi od terakote, ukopane blizu ulaza u rezervoare, kao mali vodovod širok 80 centimetara i istotoliko visok. Ova dva rezervoara uglavnom su korišćena za snabdijevanje kupališnog kompleksa koji se nalazio severno od ova njih. Za razliku od običaj u to vreme, pronađen je mozaik u kupaonici, koji je najverovatnije ugrađen u ranim godinama 1. veka.  

### Vila sa peristilom
Vila, nazvana „vila sa peristilom“, koja je delimično iskopana, omogućava bolje razumevanje stambene arhitekture u Apteri. Ona se datira u rimsko doba (kraj I veka p.n.e. - početak 1. veka nove ere ). Iz onoga što je otkriveno, može se pretpostaviti da je arhitektonske standarde Aptera prihvatila  iz helenističkog razdoblja Egejskih ostrva i Male Azije. Vila sa peristilom sazidana je po ovim standardima i imala je unutrašnji peristil, prekriven popločanim krovom. Krov je bio potpomognut stubovima dorskog stila.
U ostacima vile koja je uništena u zemljotresima 364 -365 godine, otkriveni su mali mramorni kip Afrodite , poprsje Hermesa iz stele, komadi keramike za svakodnevnu upotrebu. ovi materijalno ostcci pronađeni su u centralnom atrijumu vile, koji je bio  središte vile oko koga je bio organizovan ostatak građevine.
U drugom atrijumu, u južnom delu zgrade, nalaze se ostaci bunara, opremljenog cevima za sakupljanje kišnice. Zbog nepostojanje izvora na brdu, stanovnike Aptera bili su prinuđeni da grade bunare i pojedinačne rezervoare za lične potrebe i  opšte potrebe grada. U blizini bunara pronađen je kameni umivaonik, kao i manja posuda i presa za masline. U ostalim prostorijasma vile pronađene su posude za svakodnevnu upotrebu i metalni dijelovi vrata i prozora.
- Ostaci vile
- Ostaci vile sa bunarom
- Bunar

### Nekropole
Aptera je posedovala dve nekropole ili groblja koja su bila jugoistočno i zapadno od grada. Prva još nije iskopana, mada je nekoliko grobnica isklesanih u steni koje je moguće lako prepoznati. Sve nekropole su bile opljačkane u prošlosti. Njihova arhitektura ukazuje na to da potiču iz rimskog doba. 
Zapadna nekropola je opsežno istražena, delom zahvaljujući iskopavanjima spašavanja jer je njena lokacija odgovarala osnivanje sela Pakalona u 19. veku, kad je grad i dalje rastao. Mnogi grobovi na ovom groblju su takođe opljačkani.
Pashley u nekropoli opisuje dva dela: prvi napravljen  za smeštaj tri tela, i drugi za smeštaj četiri tijela  . Najstariji grobovi, doju podatke o datum osnivanja grada, i datiraju iz Geometrijskog perioda (8. vek pre nove ere).
Pokojnici su uglavnom prvo polagani u velikom pitosu , a zatim sahranjeno u grobnicu iskopanu u stene. Pored pitosa bile su postavljene ponude, često prilično jednostavne keramike.
U narednim periodima (7. vek pre nove ere do 1. vek nove ere),  grobnice su najčešće bile  je pravougaonog oblika, ukopane u meku stenu i prekrivena blokom od kamena. 
Postoje i grobnice sa zidovima od velikih kamenih blokova i krovom ( grobnice cistus). 
Uočena je i treća vrsta, najjednostavnijih grobnica, u obliku pločica narteđanih oko tela pokojnika i koje omogućavaju da se pokrivač ukloni. Ovaj sistem koristile su najsiromašnije porodice u Apteri .
U rimsko doba, najčešća vrsta grobnice bila je grobna komora uklesana u kamenu u koju se spuštalo merdevinama. Ulaz je zatvoren kamenim blokom. U nima je pronađeno posuđe i uljne lampe, kao i glinene figurice, nakit i novčići. Na tim grobovima se nalaze natpisi, uključujući i imena pokopanih osoba. 
Prisutnost grobnica unutar gradskih zidina upućuje na to da čitavo područje okruženo zidinama nije bilo naseljeno.
Unutar zapadne nekropole, mogu se videti ostaci Heronovog svetilišta posvećeno nekom rimskom heroju i datirano je u 1. ili 2. vek. Između dva reda grobnica otkriveno je šest baza stela koje su činile spomenik. Ove stele, na kojima je počivala svaka od statua podignute su u čast građana Aptera za vernu službu u gradu. Pet preostalih baza za statue nose na sebi natpise. Uništavanje Heronovog svetilišta uzrokovano je naknadnim sahranjivanjem u hrišćanskim grobnicama tokom  6. i 7. veku.  
- Ostaci nekropole u Apteri
- Ostatak Heronovog svetilišta

### Pozorište
Gradsko pozorište zauzimalo je prirodnu šupljinu koja se nalazi u jugozapadnom delu grada. Trenutno loše stanje teatra rezultat je njegovog korištenja tokom 19. veka kao kamenoloma za izgradnju obližnjih zgrada, odnosno Itzdenske osmanske tvrđave. Putopisci s početka 20. veka opisuju pozorište u boljem stanju nego što  je ono danas. 
Maksimalna širina ansambla je 55 metara, orkestra 18 metara.  U delu pozorišta  koji je ukopan  klupe za publiku bile su uklesane u steni.
Antikes Theater von Aptera, Kreta, Griechenland.jpg4,608 × 3,456; 4.64 MB

## Kasniji spomenici na prostoru drevnog Aptera
Danas su vidljivi materijalni ostaci dva objekta, sagrađene na lokalitetu Aptera. Izgrađeni su nakon napuštanja grada, i ne svedoče o drevnoj Apteri, jer su jednostavno izgrađeni unutar granica nekadašnjeg grada okruženi drevnim zidinama.

### Manastir Svetog Ivana Teologa
Manastir Svetog Jovana Teologa osnovan je oko 1182. godine u centru starog grada, i kao što mu sam naziv kaže bio je posvećen Svetom Jovanu Teologu. Upravljanje nad manastirom vršeno je iz manastira Svetog Jovana Bogoslova u Patmos, koji je imao status metoha sve do 1964. godine.
U hronici Antonija Trivana iz 1182. godine spominje se postojanje manastira Agios Ioannis theolog  (grč. Αγίου Ιωάννη του Θεολόγου), koji je radio do 1962. godine. Prostorije manastira sagrađene su u središnjem delu antičkog grada od  materijala sa starijih javnih zgrada. Dvospratna - najstarija građevina manastirskog kompleksa, koja administrativno pripada istoimenom manastiru Patmos, datira od početka 16. veka.
Žorž Pero, francuski arheolog i helenista (1832-1914)  u svojim zapisima iz istraživanja nekadašnjeg Aptrera, koristi termin poljoprivredno zemljište da opiše manastirski kompleks, a Richard Pococke navodi kako je prilikom posete manastiru zatekao uništeni samostan usred starog grada, i smatra se je to mogao biri ovaj manastir. Međutim, Pashley koji je boravio u manastiru 1833. godine, navodi da monasi imaju maslinjak oko crtkve ali ali da je ona napuštene u prvim bitkama vođenim u toku Grčkog rata za nezavisnost 1822 godine. Tada su monasi pokazali Pashleyju kovanice pronađene u zemlji oko manastira, na osnovu kojih je uspostavi vezu između ruševina i grada Aptera.
Brojni putnici  i istraživači spominju prisustvo mozaika na mestu sadašnje kapele manastira, i time ukazuje na postojanje i ranije hrišćanske bazilike U manastiru, koji su danas napustili monasi, ekipe arheolog neprstanao radi na istraživanju nalazišta. U jednoj od prostorija manastira danas se nalazi izložba o istoriji, arhitekturi i dosadađnjim iskopavanjima na ovom lokalitetu.
- Spoljni izgled manstira
- Klaustra
- Kapela

### Turska tvrđava
Dolaskom Osmanlija na Krit na prostoru Aptera obnovljena je Mletačka tvrđava  od 1866. do 1867. godine u toku kritska revolucije (1866-1869) i nosi ime Koules (na turskom tvrđava, naziv za nekoliko kritskih tvrđava). Njena gradnja delimično je izvedena zahvaljujući materijalima izvađenim iz ruševina antičkog grada. U ruševinama je otkrivena polukružna kula koja je verovatno branila ulaz u luku. Građevina je pravougaonog oblika: dugačka 35 metara, široka 25 metara, na čijoj su južnoj fasadi dve kule. Severna fasada opisuje luk. Tvrđava ima pogled na zaliv Souda i dolinu Apokoronas.
Odmah ispod ove tvrđave nalazi se i tvrđava Itzedin, koju su Osmanlije sagradile 1872. godine po naređenju Reuf Paše, zapovednik Krita, kao glavno odbrambeno mesto, sa koga su branile zaliv Souda. Tvrđava je izgrađen u stilu tipične osmanske dvorske arhitekture iz perioda 19. veka.
Kada su 1878. godine na Berlinskom kongresu zagarantovana znatna prava hrišćana na Kritu, to je prouzrokovalo postepeno iseljavanje Osmanlija sa ostrva, i napuštanja ovih utvrđenja, koje je konačno završeno 1922. godine posle grčko-turskog rata.
- Turska tvrđava iz 1867
- Dve Turske tvrđave iz 1867. i 1872.
- Unutrašnjost tvrđave

## Literatur
- Gustav Hirschfeld: Aptera 1. In: Paulys Realencyclopädie der classischen Altertumswissenschaft
- Band II,1, Stuttgart 1895, Sp. 286 f.
- Theocharis E. Detorakis (1994). History of Crete, Heraklion, Mystys. ISBN 978-960-22-0712-3..
- Ronald F. Willetts, The Civilization of Ancient Crete, Londres, Phoenix Press, 2004, 279 p.  978-1-84212-746-9.
- G. F. H, « A Signed Stater of Aptera », The British Museum Quarterly, vol. 5, n° 2, septembre 1930.
- Marcus N. Tod, « Greek Inscriptions », Greece & Rome, vol. 1, n° 3, mai 1932.
- A. G. Russell, « The Greek as a Mercenary Soldier », Greece & Rome, vol. 11, n°33, mai 1942.
- M. S. F. Hood, « Archaeology in Greece, 1958 », Archaeological Reports, n° 5, 1958.
- R. F. Willetts, « Cretan Eileithyia », The Classical Quarterly, New Series, vol. 8, n° 3/4, novembre 1958.
- J. Deininger, « Aristainos von Megalopolis und Aristainos von Dyme », Historia: Zeitschrift für Alte Geschichte, vol. 15, n°3, août 1966.
- John Bennet, « The Structure of the Linear B Administration at Knossos », American Journal of Archaeology, vol. 89, n° 2; avril 1985.
- James Whitley, « Archaeology in Greece 2002-2003 », Archaeological Reports, n° 49 (2002 - 2003), p. 85 Récits de voyage
- Robert Pashley, Travels in Crete, Londres, John Murray, 1837 (lire en ligne [archive])
- Georges Perrot, L'île de Crète : Souvenirs de voyage, Paris, Hachette, 1867
- Joseph Pitton de Tournefort, Relation d'un voyage du Levant: fait par ordre du Roy, 1718
- Richard Pococke, Voyages en Orient, dans l'Égypte, l'Arabie, la Palestine, la Syrie, la Grèce, t.4, J. P. Costard, 1772
- Thomas Abel Brimage Spratt, Travels and Researches in Crete, J. van Voorst, 1865
- Carle Wescher, Rapport sur les fouilles d'Aptére, in Comptes rendus des séances - Académie des inscriptions & belles-lettres, 1864

## Spoljašnje veze
- The ancient city of Aptera Архивирано на веб-сајту  (19. децембар 2016) (jezik: engleski)